# سیترا
سیترا (انگلیسی: Setra) شرکت خودروسازی آلمانی است، که در زمینه ساخت اتوبوس شهری فعالیت می‌کند. این شرکت در سال ۱۹۵۱ تأسیس شد و هم‌اکنون زیرمجموعه‌ای از شرکت دایملر آگ می‌باشد.